# Bruno Kneubühler
Bruno Kneubühler (Zürich, 3 februari 1946) is een Zwitsers voormalig motorcoureur. Zijn beste seizoenen waren 1973 (tweede in de 50cc-klasse), 1974 (tweede in de 125cc-klasse) en 1983 (tweede in de 125cc-klasse). Zijn meest spectaculaire GP-weekend beleefde hij tijdens de GP van Spanje van 1973, toen hij in drie klassen tweede werd. 

## Carrière
In 1971 werd Bruno Kneubühler Zwitsers kampioen in de 350 cc-klasse. 

### 1972: 350- en 500 cc

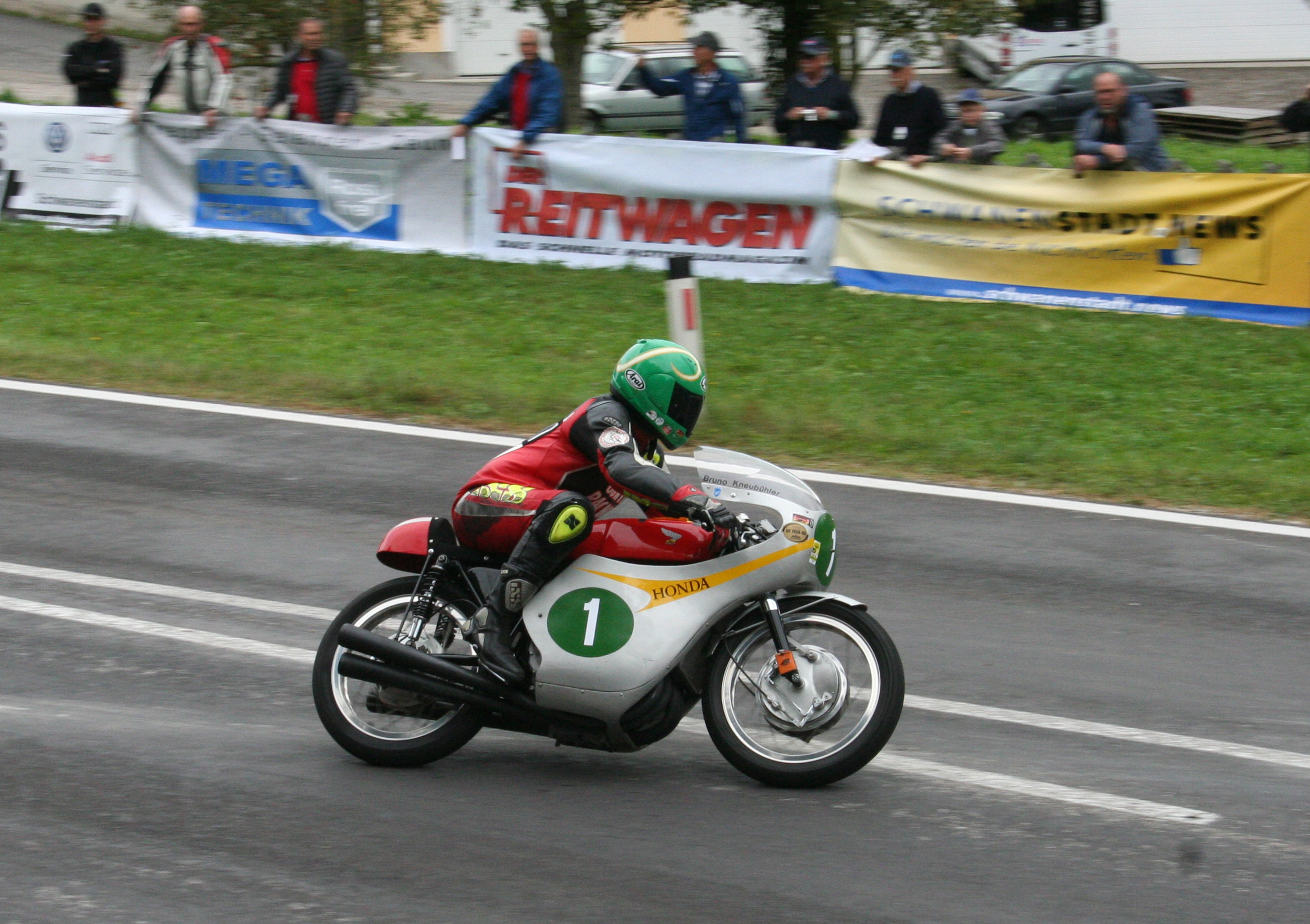
Tijdens een klassieke race in 2016 met een Honda RC 163 viercilinder en zijn eigen helmdesign dat nog uit de jaren zeventig stamde.

In het seizoen 1972 debuteerde hij in het wereldkampioenschap wegrace in de 350cc-klasse en in de 500cc-klasse. In die tijd waren de machines van MV Agusta nog niet te verslaan, want dat merk was het enige dat nog fabrieksracers bouwde. Giacomo Agostini en zijn teamgenoot Alberto Pagani wonnen dan ook bijna altijd en Agostini won beide wereldtitels. De overige coureurs in de 500cc-klasse startten meestal met licht opgeboorde 350cc-Yamaha TR 3's of van standaardmotoren afgeleide Kawasaki H 1 R's of Suzuki T 500's. Kneubühler scoorde met zijn opgeboorde TR 3 meteen een elfde plaats in 500cc-race van de Duitse Grand Prix. Vervolgens scoorde hij in de Franse GP in beide klassen zijn eerste WK-punten. In de TT van Assen stond hij voor het eerst op het erepodium: in de 500cc-klasse naast Agostini en Pagani. Hij sloeg de Belgische GP over, waarschijnlijk omdat die geen 350cc-race kende (hij reed in beide klassen waarschijnlijk met dezelfde machine die voor de 500cc-race van iets grotere zuigers en cilinders werd voorzien). Ten slotte won hij de 350cc-GP van Spanje, zijn eerste WK-overwinning, maar in afwezigheid van het team van MV Agusta. Zo debuteerde hij uitstekend met een zesde plaats in het wereldkampioenschap 350 cc en een derde plaats in het wereldkampioenschap 500 cc. Later zouden dit feitelijk zijn minst sterke klassen blijken te zijn. Zijn grootste successen moesten nog komen in de lichte klassen. 

### 1973: 50-, 250-, 350- en 500 cc
In het seizoen 1973 werd Bruno Kneubühler opgenomen in twee fabrieksteams: in de 50cc-klasse bij Van Veen om steun te verlenen aan Jan de Vries en in de 350cc-klasse door Aermacchi-Harley-Davidson om de Harley-Davidson RR 350 te helpen ontwikkelen, samen met Gianfranco Bonera en Michel Rougerie. Daarnaast startte hij soms als privérijder in de 250- en in de 500cc-klasse. 

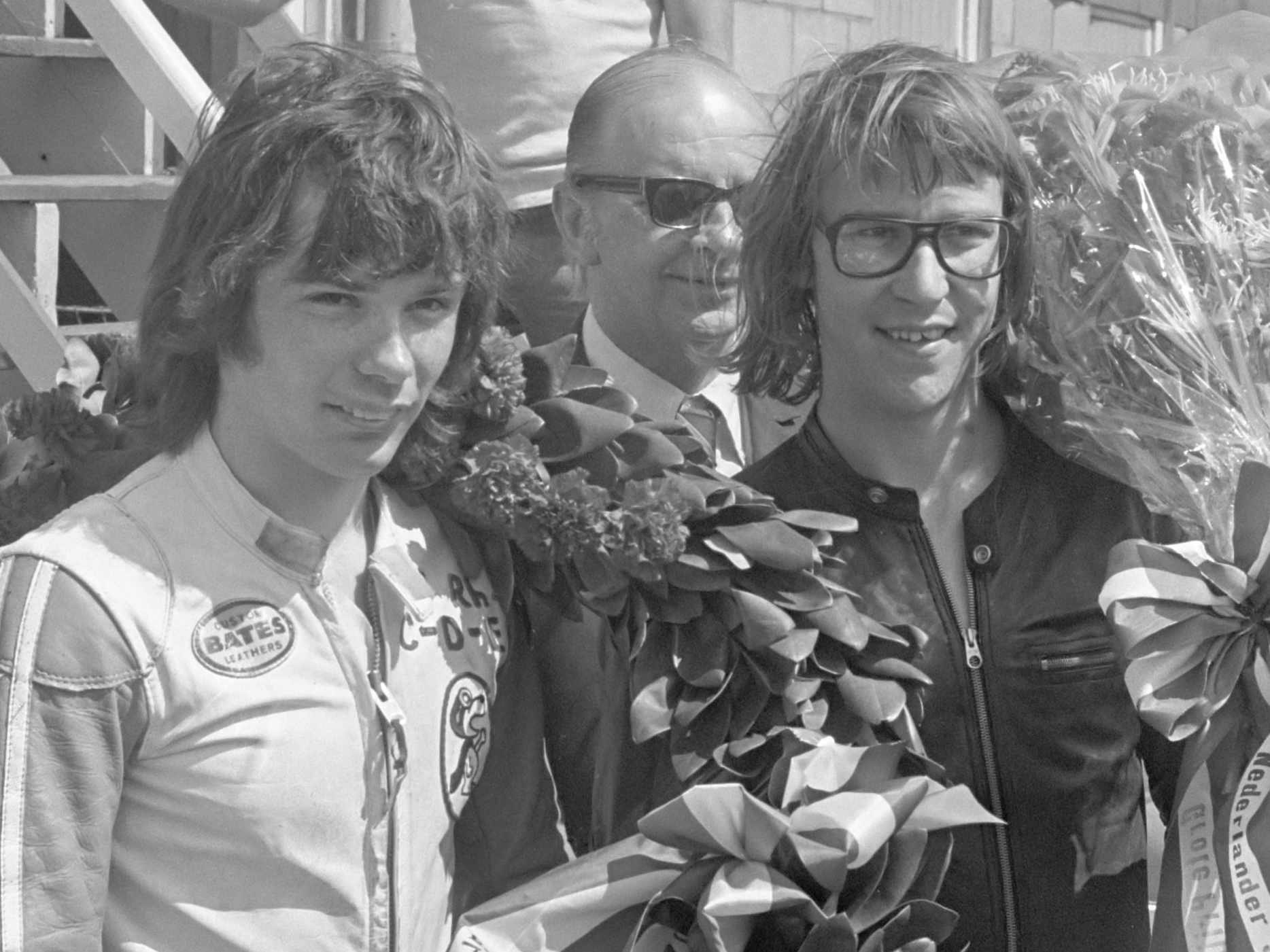
Bruno Kneubühler (links) na zijn overwinning in de 50cc-race van de TT van Assen naast Theo Timmer, die tweede werd.

#### 50 cc
Voor Van Veen-Kreidler debuteerde hij in de GP van Duitsland, maar zowel Kneubühler als De Vries vielen uit. In de GP des Nations werd De Vries eerste en Kneubühler tweede. In de TT van Assen viel De Vries uit en won Kneubühler, die ook al poleposition had getraind en de snelste ronde had gereden. In de Belgische GP startte Kneubühler als laatste, maar hij werd toch nog tweede achter De Vries. Ook in de GP van Zweden werden De Vries en Kneubühler eerste en tweede. In de GP van Spanje werd Kneubühler in drie klassen tweede: 500-, 250- en 50 cc. Hij sloot het seizoen af met de tweede plaats in het wereldkampioenschap 50 cc, achter Jan de Vries.

#### 250 cc
In de 250cc-klasse reed hij alleen de laatste vier GP's, met - zoals gezegd - een tweede plaats in Spanje.

#### 350 cc
Het experiment met de Harley-Davidson duurde slechts vier races, waarin Kneubühler als enige punten met de machine scoorde. Het team sloeg de GP van Duitsland al over om zich te concentreren op de Harley-Davidson RR 250. Kneubühler ging in de 350cc-klasse verder met de Yamaha TZ 350 die hij waarschijnlijk (licht opgeboord) al in de 500cc-klasse gebruikte, maar hij scoorde alleen in de TT van Assen punten. 

#### 500 cc
Voor de 500cc-klasse waren er nog steeds geen productieracers, dus Kneubühler en zijn collega's waren nog steeds aangewezen op opgeboorde Yamaha TZ 350's. Kneubühler stond drie keer op het erepodium: in de GP van Tsjecho-Slowakije, de GP van Finland en de GP van Spanje. Hij eindigde als zesde in het wereldkampioenschap.

### 1974: 125-, 250- en 350 cc
In het seizoen 1974 kreeg een aantal coureurs semi-fabriekssteun van Yamaha: Teuvo Länsivuori, Dieter Braun, John Dodds en Bruno Kneubühler. Kneubühler reed voor Yamaha in drie klassen: 125-, 250- en 350 cc. 

#### 125 cc
In de 125cc-klasse was Kent Andersson de officiële fabrieksrijder van Yamaha en Bruno Kneubühler kreeg ook een Yamaha OW 15 om hem te ondersteunen. In de Franse GP won Andersson voor Kneubühler. Kneubühler won de TT van Assen voor Otello Buscherini en Kent Andersson. In de GP van België werd hij achter Andersson derde. Zo finishte hij ook in de Zweedse GP, waar Andersson won en Henk van Kessel tweede werd. Ook in de GP van Spanje werd hij derde, ruim voor Andersson. Hij sloot het seizoen af als tweede in de WK-stand, achter Kent Andersson. 

#### 250 cc
In de 250cc-klasse scoorde hij twee tweede plaatsen, in de GP des Nations en in de TT van Assen. Hij sloot het seizoen af als vijfde. 

#### 350 cc
Kneubühler scoorde alleen punten in de 350cc-GP van Frankrijk.

### 1975: 125-, 250- en 350 cc
In het seizoen 1975 kreeg hij nog steeds steun van Yamaha, maar alleen in de 125cc-klasse, waarin hij twee podiumplaatsen scoorde en het seizoen, kansloos tegen de snellere Morbidelli's, als zesde afsloot. In de 250- en 350cc-klassen was hij met zijn privé-Yamaha's minder succesvol. 

### 1976: 250-, 350- en 500 cc
In het seizoen 1976 waren de belangrijkste fabrieksteams opgeheven en werden de sponsorteams belangrijker. Bruno Kneubühler werd voor de 250- en 350cc-klasse samen met Philippe Coulon en Michel Rougerie (die de 500cc-klasse voor hun rekening namen) opgenomen in het team van de Franse oliefirma Elf Aquitaine. 

### 1977: 250- en 350 cc
In het seizoen 1977 reed Kneubühler slechts een kort seizoen van vier GP's. Na de GP van Frankrijk (eind mei) verscheen hij niet meer aan de start. In Frankrijk scoorde hij wel een derde en een vierde plaats. 

### 1978: 350- en 500 cc
In het seizoen 1978 verscheen Kneubühler met een Suzuki RG 500 in de 500cc-klasse maar hij scoorde slechts twee punten. In de 350cc-klasse haalde hij slechts twee keer de finish, maar hij bleef puntloos.

### 1979: 125 cc
In het seizoen 1979 bleek dat de lichtere klassen Kneubühler veel beter lagen. Hij concentreerde zich volledig op de 125cc-klasse, waarvoor hij een MBA aanschafte. Hij reed poleposition in de TT van Assen en kreeg voor twee GP's de beschikking over de fabrieks-Minarelli van de geblesseerde Ángel Nieto. Ook daar scoorde hij een poleposition mee, in de GP van Zweden, waarin hij echter ten val kwam. Ook in de Finse Grand Prix viel hij uit en daarna was Nieto weer hersteld. 

### 1980: 50-, 125- en 250 cc
Ook in het seizoen 1980 concentreerde hij zich voornamelijk op de 125cc-klasse, waarin hij in de eerste twee races al op het podium stond. Hij sloot het seizoen als vierde af. Zijn optredens in de 250cc-klasse waren marginaal en dat in de 50cc-klasse zelfs eenmalig. 

### 1981: 250- en 350 cc
Ondanks het succes in de 125cc-klasse startte Kneubühler in het seizoen 1981 toch weer in de 250cc-klasse (met een Rotax) en de 350cc-klasse (met een Yamaha TZ 350). Hij scoorde slechts vijf punten in de 250cc-klasse.

### 1982: 125 cc
In het seizoen 1982 keerde hij weer terug naar de 125cc-klasse, maar het werd niet meteen een succes. Met slechts achttien punten eindigde hij als vijftiende. Dat kwam mede omdat hij tijdens de TT van Assen een pols brak, waardoor hij enkele GP's moest overslaan. 

### 1983: 125 cc
Het seizoen 1983 was weer bijzonder succesvol, vooral nadat Kneubühler zijn MBA door HuVo (Jan Huberts en Jaap Voskamp) had laten tunen. Hij won de GP van Joegoslavië en de GP van Zweden en sloot het seizoen af als tweede, tussen de beide fabrieks-Garelli's van Ángel Nieto en Eugenio Lazzarini.

### 1984: 125 cc
In het seizoen 1984 boekte hij een - voor zijn doen - middelmatig resultaat met als beste de poleposition en de vierde plaats in de Britse Grand Prix en hij sloot het seizoen als tiende af. 

### 1985: 125 cc
Voor het seizoen 1985 voorzag Kneubühler zijn MBA van een LCR-frame. Daarmee had hij niet alleen een goed sturende machine, maar ook zijn motorblok hoorde bij de snelste van het veld. Het was zo snel, dat MBA-fabrieksrijder Pier Paolo Bianchi hem na de GP van Frankrijk, waar Kneubühler derde en Bianchi slechts vijfde werd, vroeg om zijn motorblok te verkopen. Kneubühler's beste resultaat was de tweede plaats in de Belgische GP, maar ook zijn vierde plaats in de GP des Nations was sterk, want hij kon goed partij bieden aan Pier Paolo Bianchi, maar moest even in de pit stoppen om tape van zijn radiateur te verwijderen. Hij werd derde in de GP van Zweden en werd in de GP van San Marino vierde na de snelste ronde gereden te hebben. Hij sloot het seizoen af als vijfde in de eindstand. 

### 1986: 125 cc
Het seizoen 1986 begon vervelend door twee keer een krukasbreuk. Daarna kwamen de punten weer gestaag binnen, met als hoogtepunt de derde plaats in de GP van Oostenrijk. In de GP van België viel hij uit door ontstekingsproblemen en zijn poleposition in de Britse GP werd waardeloos toen hij zijn duwstart maakte door op zijn machine zittend te steppen. Zijn voet gleed weg en hij verprutste de start. Even later kwam hij ook nog ten val en was zijn race ten einde. In de Zweedse Grand Prix had hij ook in de 250cc-klasse kunnen rijden. Hij kreeg de ELF-Parisienne van de geblesseerde Pierre Bolle aangeboden, maar zag ervan af omdat die machine de schakeling aan de rechterkant had. Het 125cc-seizoen sloot hij af als zesde.

### 1987, 1988 en 1989: 500 cc
In het seizoen 1987 deed Bruno Kneubühler toch weer een poging in de 500cc-klasse, met een Honda RS 500. In de komende drie jaar was zijn beste resultaat de elfde plaats in de Duitse GP van 1987, die toen nog geen punten opleverde. Vanaf het seizoen 1988 kregen de eerste vijftien finishers punten, waardoor hij er toch nog een aantal bij elkaar kon sprokkelen, maar privérijders hadden bijna geen kans op hoge klasseringen met ca. 20 fabriekscoureurs. Aan het einde van het seizoen 1989 maakte hij - op 43-jarige leeftijd - bekend zijn carrière te beëindigen.

## Rijschool Kneubühler
Na zijn racecarrière begon Bruno Kneubühler een auto- en motorrijschool in Aadorf (kanton Thurgau). Voor een verzekeringsmaatschappij verzorgde hij ook voortgezette motorrijopleidingen en hij was lid van de Schweizerischen Verkehrssicherheitsrat.

## Wereldkampioenschap wegrace resultaten
(Races in vet zijn pole-positions; races in cursief geven de snelste ronde aan, punten tussen haakjes zijn inclusief streepresultaten)

### Puntentelling
|                 | 1e | 2e | 3e | 4e | 5e | 6e | 7e | 8e | 9e | 10e | 11e | 12e | 13e | 14e | 15e |
| 1969 t/m 1987:: | 15 | 12 | 10 | 8  | 6  | 5  | 4  | 3  | 2  | 1   |     |     |     |     |     |
| vanaf 1988:     | 20 | 17 | 15 | 13 | 11 | 10 | 9  | 8  | 7  | 6   | 5   | 4   | 3   | 2   | 1   |

| Jaar | Klasse | Team      | Motorfiets                | 1       | 2          | 3          | 4       | 5          | 6          | 7       | 8          | 9       | 10      | 11      | 12      | 13     | 14     | 15      | Ptn.    | Plaats | Overw. |                               | Wereldkampioen      |
| ---- | ------ | --------- | ------------------------- | ------- | ---------- | ---------- | ------- | ---------- | ---------- | ------- | ---------- | ------- | ------- | ------- | ------- | ------ | ------ | ------- | ------- | ------ | ------ | ----------------------------- | ------------------- |
| 1972 | 350 cc | Privé     | Yamaha TR 3               | DUI -   | FRA 8      | OOS -      | NAT -   | IOM boycot | JOE 5      | NED 9   |            | DDR 8   | TSL 4   | ZWE 9   | FIN 4   | SPA 1  |        |         | 45      | 6e     | 1      |                               | Agostini, MV Agusta |
| 1972 | 500 cc | Privé     | Yamaha TR 3 (opgeboord)   | DUI 11  | FRA 4      | OOS 8      | NAT 5   | IOM boycot | JOE DNF    | NED 3   | BEL -      | DDR 4   | TSL 3   | ZWE 7   | FIN DNF | SPA 4  |        |         | 54      | 3e     | 0      | Agostini, MV Agusta           |                     |
| 1973 | 50 cc  | Van Veen  | Kreidler RS               |         |            | DUI DNF    | NAT 2   |            | JOE DNF    | NED 1   | BEL 2      |         | ZWE 2   |         | SPA 2   |        |        |         | 51      | 2e     | 1      | De Vries, Van Veen-Kreidler   |                     |
| 1973 | 250 cc | Privé     | Yamaha TZ 250             | FRA -   | OOS -      | DUI -      | NAT -   | IOM boycot | JOE -      | NED -   | BEL -      | TSL 8   | ZWE 4   | FIN 6   | SPA 2   |        |        |         | 28      | 9e     | 0      | Braun, Yamaha                 |                     |
| 1973 | 350 cc | HD        | RR 350                    | FRA 8   | OOS 10     | DUI DNF    |         |            |            |         |            |         |         |         |         |        |        |         | 5       | 33e    | 0      | Agostini, MV Agusta           |                     |
| 1973 | 350 cc | Privé     | Yamaha TZ 350             |         |            |            | NAT DNF | IOM boycot | JOE -      | NED 10  |            | TSL -   | ZWE -   | FIN -   | SPA -   |        |        |         | 5       | 33e    | 0      | Agostini, MV Agusta           |                     |
| 1973 | 500 cc | Privé     | Yamaha TZ 350 (opgeboord) | FRA DNF | OOS 9      | DUI DNF    | NAT -   | IOM boycot | JOE -      | NED -   | BEL DNF    | TSL 3   | ZWE DNF | FIN 3   | SPA 2   |        |        |         | 34      | 6e     | 0      | Agostini, MV Agusta           |                     |
| 1974 | 125 cc | Yamaha    | OW 15                     | FRA 2   | DUI boycot | OOS DNS    | NAT DNF |            | NED 1      | BEL 3   | ZWE 3      |         | TSL 5   | JOE 6   | SPA 3   |        |        |         | 63 (68) | 2e     | 1      | Andersson, Yamaha             |                     |
| 1974 | 250 cc | Yamaha    | TZ 250                    |         | DUI boycot |            | NAT 2   | IOM boycot | NED 2      | BEL -   | ZWE 21     | FIN 8   | TSL 4   | JOE DNF | SPA 4   |        |        |         | 43      | 5e     | 0      | Villa, HD                     |                     |
| 1974 | 350 cc | Yamaha    | TZ 350                    | FRA 6   | DUI boycot | OOS DNF    | NAT -   | IOM boycot | NED -      |         | ZWE -      | FIN 2   |         | JOE -   | SPA -   |        |        |         | 17      | 12e    | 0      | Agostini, Yamaha              |                     |
| 1975 | 125 cc | Yamaha    | TA 125                    | FRA DNF | SPA 3      | OOS 6      | DUI 6   | NAT 6      |            | NED 3   | BEL 8      | ZWE 6   |         | TSL 4   | JOE DNF |        |        |         | 43 (51) | 6e     | 0      | Pileri, Morbidelli            |                     |
| 1975 | 250 cc | Privé     | Yamaha TZ 250             | FRA DNS | SPA -      |            | DUI 7   | NAT DNF    | IOM boycot | NED 4   | BEL 4      | ZWE 13  | FIN DNF | TSL 9   | JOE DNF |        |        |         | 22      | 9e     | 0      | Villa, HD                     |                     |
| 1975 | 350 cc | Privé     | Yamaha TZ 350             | FRA -   | SPA -      | OOS DNF    | DUI -   | NAT -      | IOM boycot | NED -   |            |         | FIN 4   | TSL -   | JOE -   |        |        |         | 8       | 20e    | 0      | Cecotto, Yamaha/Bimota-Yamaha |                     |
| 1976 | 250 cc | ELF       | Yamaha TZ 250             | FRA DNQ |            | NAT 6      | JOE 6   | IOM boycot | NED 8      | BEL DNF | ZWE 7      | FIN DNF | TSL 5   | DUI 5   | SPA 11  |        |        |         | 29      | 8e     | 0      | Villa, HD                     |                     |
| 1976 | 350 cc | ELF       | Yamaha TZ 350             | FRA -   | OOS 11     | NAT DNF    | JOE 4   | IOM boycot | NED 4      |         |            | FIN 5   | TSL DNF | DUI 9   | SPA 5   |        |        |         | 28 (30) | 7e     | 0      | Villa, HD                     |                     |
| 1976 | 500 cc | Privé     | Yamaha TZ 500             | FRA DNF | OOS DNF    | NAT -      |         | IOM boycot | NED -      | BEL DNF | ZWE DNF    | FIN -   | TSL -   | DUI -   |         |        |        |         | 0       | -      | 0      | Sheene, Suzuki                |                     |
| 1977 | 250 cc | Privé     | Yamaha TZ 250             | VEN -   |            | DUI -      | NAT DNF | SPA 10     | FRA 6      | JOE -   | NED -      | BEL -   | ZWE -   | FIN -   | TSL -   | GBR -  |        |         | 6       | 26e    | 0      | Lega, Yamaha/Morbidelli       |                     |
| 1977 | 350 cc | Privé     | Yamaha TZ 350             | VEN -   | OOS -      | DUI 12     | NAT 5   | SPA 4      | FRA 3      | JOE -   | NED -      |         | ZWE -   | FIN -   | TSL -   | GBR -  |        |         | 24      | 11e    | 0      | Katayama, Yamaha              |                     |
| 1978 | 350 cc | Privé     | Yamaha TZ 350             | VEN -   |            | OOS DNF    | FRA -   | NAT DNQ    | NED DNF    |         | ZWE -      | FIN 11  | GBR DNF | DUI -   | TSL 13  | JOE -  |        |         | 0       | -      | 0      | Ballington, Kawasaki          |                     |
| 1978 | 500 cc | Privé     | Suzuki RG 500             | VEN -   | SPA 16     | OOS 10     | FRA DNF | NAT DNF    | NED DNF    | BEL DNF | ZWE 14     | FIN 10  | GBR DNF | DUI DNF |         |        |        |         | 2       | 29e    | 0      | Roberts, Yamaha               |                     |
| 1979 | 125 cc | Privé     | MBA                       | VEN -   | OOS 10     | DUI DNF    | NAT 4   | SPA DNF    | JOE 5      | NED 5   | BEL boycot |         |         | GBR 9   | TSL 6   | FRA 4  |        |         | 36      | 9e     | 0      | Nieto, Minarelli              |                     |
| 1979 | 125 cc | Minarelli | 125 GP                    |         |            |            |         |            |            |         |            | ZWE DNF | FIN DNF |         |         |        |        |         | 36      | 9e     | 0      | Nieto, Minarelli              |                     |
| 1980 | 50 cc  | Privé     | Kreidler RS               | NAT -   | SPA -      |            | JOE -   | NED -      | BEL -      |         |            |         | DUI DNF |         |         |        |        |         | 0       | -      | 0      | Lazzarini, Iprem-Kreidler     |                     |
| 1980 | 125 cc | Privé     | MBA                       | NAT 3   | SPA 3      | FRA 23     | JOE 4   | NED 7      | BEL 8      | FIN 4   | GBR 2      | TSL 4   | DUI 6   |         |         |        |        |         | 68      | 4e     | 0      | Bianchi, MBA                  |                     |
| 1980 | 250 cc | Privé     | Yamaha TZ 250             | NAT 13  | SPA DNF    | FRA -      | JOE DNF | NED 14     | BEL DNQ    | FIN DNF | GBR -      | TSL DNF | DUI -   |         |         |        |        |         | 0       | -      | 0      | Mang, Krauser-Kawasaki        |                     |
| 1981 | 250 cc | Privé     | Rotax                     | ARG -   |            | DUI 8      | NAT 17  | FRA 15     | SPA DNF    |         | NED 14     | BEL DNQ | SMR -   | GBR 13  | FIN 9   | ZWE -  | TSL 11 |         | 5       | 27e    | 0      | Mang, Kawasaki                |                     |
| 1981 | 350 cc | Privé     | Yamaha TZ 350             | ARG -   | OOS 11     | DUI -      | NAT DNF |            |            | JOE -   | NED -      |         |         | GBR -   |         |        | TSL -  |         | 0       | -      | 0      | Mang, Kawasaki                |                     |
| 1982 | 125 cc | Privé     | MBA                       | ARG -   | OOS DNF    | FRA boycot | SPA 7   | NAT 7      | NED DNF    | BEL DNS | JOE DNS    | GBR 9   | ZWE 7   | FIN 13  | TSL 7   |        |        |         | 18      | 15e    | 0      | Nieto, Garelli                |                     |
| 1983 | 125 cc | Privé     | MBA                       |         | FRA 7      | NAT 5      | DUI 4   | SPA 5      | OOS DNF    | JOE 1   | NED 3      | BEL DNF | GBR 2   | ZWE 1   | SMR DNF |        |        |         | 76      | 2e     | 2      | Nieto, Garelli                |                     |
| 1984 | 125 cc | Privé     | MBA                       |         | NAT 6      | SPA 9      |         | DUI 9      | FRA 5      |         | NED 7      |         | GBR 4   | ZWE DNF | SMR DNF |        |        |         | 27      | 10e    | 0      | Nieto, Garelli                |                     |
| 1985 | 125 cc | Privé     | LCR-MBA                   |         | SPA 6      | DUI 7      | NAT 4   | OOS 5      |            | NED 6   | BEL 2      | FRA 3   | GBR DNF | ZWE DNF | SMR 4   |        |        |         | 58      | 5e     | 0      | Gresini, Garelli              |                     |
| 1986 | 125 cc | Privé     | LCR-MBA                   | SPA DNF | NAT DNF    | DUI 4      | OOS 3   |            | NED 5      | BEL DNF | FRA 4      | GBR DNF | ZWE 4   | SMR 4   | BWü 5   |        |        |         | 54      | 6e     | 0      | Cadalora, Garelli             |                     |
| 1987 | 500 cc | Privé     | Honda RS 500              | JAP -   | SPA 18     | DUI 11     | NAT 14  | OOS DNF    | JOE 15     | NED 21  | FRA DNF    | GBR 17  | ZWE 14  | TSL DNF | SMR 15  | POR 11 | BRA -  | ARG -   | 0       | -      | 0      | Gardner, Honda                |                     |
| 1988 | 500 cc | Privé     | Honda RS 500              | JAP -   | VST -      | SPA 15     | POR 14  | NAT 19     | DUI 25     | OOS 12  | NED 17     | BEL 25  | JOE 15  | FRA DNF | GBR DNF | ZWE 20 | TSL 15 | BRA DNF | 9       | 22e    | 0      | Lawson, Yamaha                |                     |
| 1989 | 500 cc | Privé     | Honda RS 500              | JAP -   | AUS -      | VST 14     | SPA 16  | NAT boycot | DUI 15     | OOS 15  | JOE 16     | NED 16  | BEL 17  | FRA 17  | GBR 18  | ZWE 14 | TSL 18 | BRA -   | 6       | 34e    | 0      | Lawson, Honda                 |                     |

## Trivia

### Handtekening?
Bruno Kneubühler was vereerd toen de douaniers op Schiphol in 1982 zijn handtekening vroegen, want zo beroemd was hij nu ook weer niet. Het bleek dat de douaniers dachten dat ze de schaatser Franz Krienbühl voor zich hadden.

### Potlood
Na zijn polsbreuk in de TT van Assen van 1982 kwam Kneubühler pas in de Britse Grand Prix weer aan de start. Hij kon zijn pols nog niet goed draaien en daarom tapete hij een potlood aan het gashandvat vast. 

### Oude man
De concurrentie was verrast toen Bruno Kneubühler in de Britse Grand Prix van 1986 poleposition reed, maar dat was Kneubühler niet. Hij vond de snelle bochten op Silverstone wel bij een oude man passen. Hij was toen veertig jaar oud. 